# Наоки Сакаи
Наоки Сакаи (јап. 酒井 直樹; 2. август 1975) бивши је јапански фудбалер.

## Каријера
Током каријере играо је за Кашива Рејсол и Консадоле Сапоро.

## Репрезентација
За репрезентацију Јапана дебитовао је 1996. године.

## Статистика
| Јапан  | Јапан | Јапан |
| Год.   | Ута.  | Гол.  |
| ------ | ----- | ----- |
| 1996   | 1     | 0     |
| Укупно | 1     | 0     |